# Styl zmienny
Styl zmienny, pływacki wielobój — jest to najtrudniejsza konkurencja, będąca połączeniem czterech stylów pływania podczas jednego wyścigu. Zawody w pływaniu stylem zmiennym odbywają się zarówno indywidualnie jak i jako sztafeta.
- Zawody indywidualne odbywają się na dystansach 100 (basen 25 m), 200 i 400 m (basen 50 m i 25 m)[potrzebny przypis]. Zawodnicy płyną po kolei stylami (pokonując każdym z nich ¼ dystansu)[2]:
  - motylkowym (delfinem),
  - grzbietowym,
  - klasycznym (żabką),
  - dowolnym (zazwyczaj kraulem).

- Zawody sztafetowe odbywają się na dystansach 4 × 50 (basen 25 m) i 4 × 100 m (basen 50 m i 25 m)[potrzebny przypis]. Zawodnicy płyną po kolei stylami[2]:
  - grzbietowym,
  - klasycznym (żabką),
  - motylkowym (delfinem),
  - dowolnym (zazwyczaj kraulem).